# 台中市公車1路
台中市公車1路行駛自中臺科技大學校區至捷運四維國小站，由中台灣客運營運。此路線大部分行駛於東山路。

## 歷史
- 2012年11月7日：「立體停車場」站變更為往臺中火車站單邊設站。
- 2013年4月17日：因仁友客運財務狀況吃緊，致人車調度無法路線班次需求。交通局召開會議，初步決定由台中客運代駛本路線至2013年5月31日。
- 2013年4月29日：路線公告釋出。
- 2013年6月1日：中台灣客運接替行駛本路線。[1]
- 2013年8月30日：调整班次，星期一至五増班至36班。
- 2013年10月12日：中臺科技大學端原16:55班次調整為17:05發車。
- 2014年3月1日：「臺中市警察局第五分局」站更名為「北屯國小（北屯路）」、「中廣電台」站更名為「三光國中」。
- 2014年7月28日：原臺中火車站之端點，延駛至「道禾六藝文化館」，路線名稱變更為（道禾六藝文化館－中臺科技大學），原「仁友東站」取消停靠，「臺中火車站」變更為雙邊設站，增設「民權繼光街口」、「臺中州廳」、「臺中科大民生校區」、「忠孝國小」、「道禾六藝文化館」等站，並調整平日班次由18班增至24班。[2]
- 2016年3月1日：由中臺科技大學端延駛至中臺科技大學校園內，原中臺科技大學校外站牌不停靠。
- 2016年10月29日：配合「臺中鐵路高架化第二階段工程」，臺中火車站往中臺科技大學方向站位遷移至建國路166號（原金沙百貨對面）[3]
- 2016年12月1日：「長興塑膠」更名為「東山建和路口」。
- 2017年4月16日：配合「東山路地下道填平工程」道路管制禁止通行，2017年4月16日起改道為「北屯路－太原路－旱溪西路－東山路」，改道後暫時取消停靠「北屯」至「東山旱溪西路口」區間站位，並臨時增設「旱溪西東山路口」招呼站。
- 2017年5月1日：「道禾六藝文化館」更名為「臺中刑務所演武場」。
- 2017年5月23日：配合「東山路地下道填平工程」，臨時增設「太原三光巷口」。
- 2017年10月25日：「東山路地下道填平工程」完工恢復原行駛動線，臨時增設「旱溪西東山路口」及「太原三光巷口」裁撤。[4]
- 2021年6月1日：「一心市場」更名為「三民錦新街口」；「三民錦中街口」更名為「一心市場」。
- 2024年7月1日：改為單循環路線「中台科技大學校區—捷運四維國小站—中台科技大學校區」，並調整發車時刻表，總班次由20班增至30班。[5]
  - 往捷運四維國小站方向取消停靠「臺中刑務所演武場（國漫館）」、「忠孝國小」、「臺中科大民生校區」、「臺中州廳」、「民權繼光街口」、「臺中車站（成功路口）」、「干城站」、「臺中公園（雙十路）」、「中興堂」、「國立臺中科技大學」、「中友百貨」、「三民錦新街口」、「一心市場」、「新民高中（三民路）」、「寶覺寺」、「監理站」、「北屯國小（北屯路）」、「北屯」，增停「三光國中」、「大坑口」。
  - 住中台科技大學校區方向取消停靠「臺中刑務所演武場（國漫館）」、「忠孝國小」、「臺中科大民生校區」、「臺中州廳」、「民權繼光街口」、「臺中車站（成功路口）」、「干城站」、「臺中公園（雙十路）」、「中興堂」、「國立臺中科技大學」、「中友百貨」、「三民錦新街口」、「一心市場」、「新民高中（三民路）」、「寶覺寺」、「監理站」、「北屯國小（北屯路）」、「昌平北屯路口」、「下二分埔」、「頂二分埔」。

## 路線基本資料
- 往捷運四維國小站方向自中臺科技大學校區起，沿廍子路、橫坑巷、東山路、北屯路、昌平路、文心路至捷運四維國小站。
- 往中臺科技大學校區方向自捷運四維國小站起，沿文心路、東山路、橫坑巷及廍子路至中臺科技大學校區。

### 時刻表
- 時刻表僅供參考，請以中台灣客運網站公告為準。時刻表更新時間為2024年7月1日。

| 台中市公車1路時刻列表 | 台中市公車1路時刻列表                |
| --- | ------------------------------------ |
| 中臺科技大學校區發車 | 捷運四維國小站發車                   |
| 平／假日 06:00、06:30、07:00、07:30、08:10、08:40、09:10、09:40、10:10、10:45、11:15、12:05、12:50、13:05、13:30、13:50、14:10、14:30、14:50、15:10、15:35、16:00、16:20、16:45、17:05、17:40、19:00、20:00、21:00、22:00 | 單循環路線，捷運四維國小站後為返程。 |

### 收費
- 一般市區公車（1～999、綠1～綠4）：依里程計費，收費費率為［2.431×搭乘里程數×（1+5%營業稅）］元。
  - 於基本里程8公里內票價為全票20元、半票11元。
  - 兒童、老人、身心障礙者及其陪伴者依規定半票收費，半票收費費率為原收費費率的一半。
  - 市民限定交通卡：前10公里免費，超過10公里部分票價比照收費費率，且上限為10元。
- 小黃公車（黃1～黃25）：免費。
- 幸福公車（梨山1）：票價比照臺中市計程車收費費率，持電子票證刷卡全程免費。
- 市民小巴（市民小巴1～市民小巴4）：票價比照一般市區公車收費費率，持電子票證刷卡全程免費。

### 停站
- 參見右側站牌路線圖，綠色路段表示行駛優化公車專用道。

## 圖片集

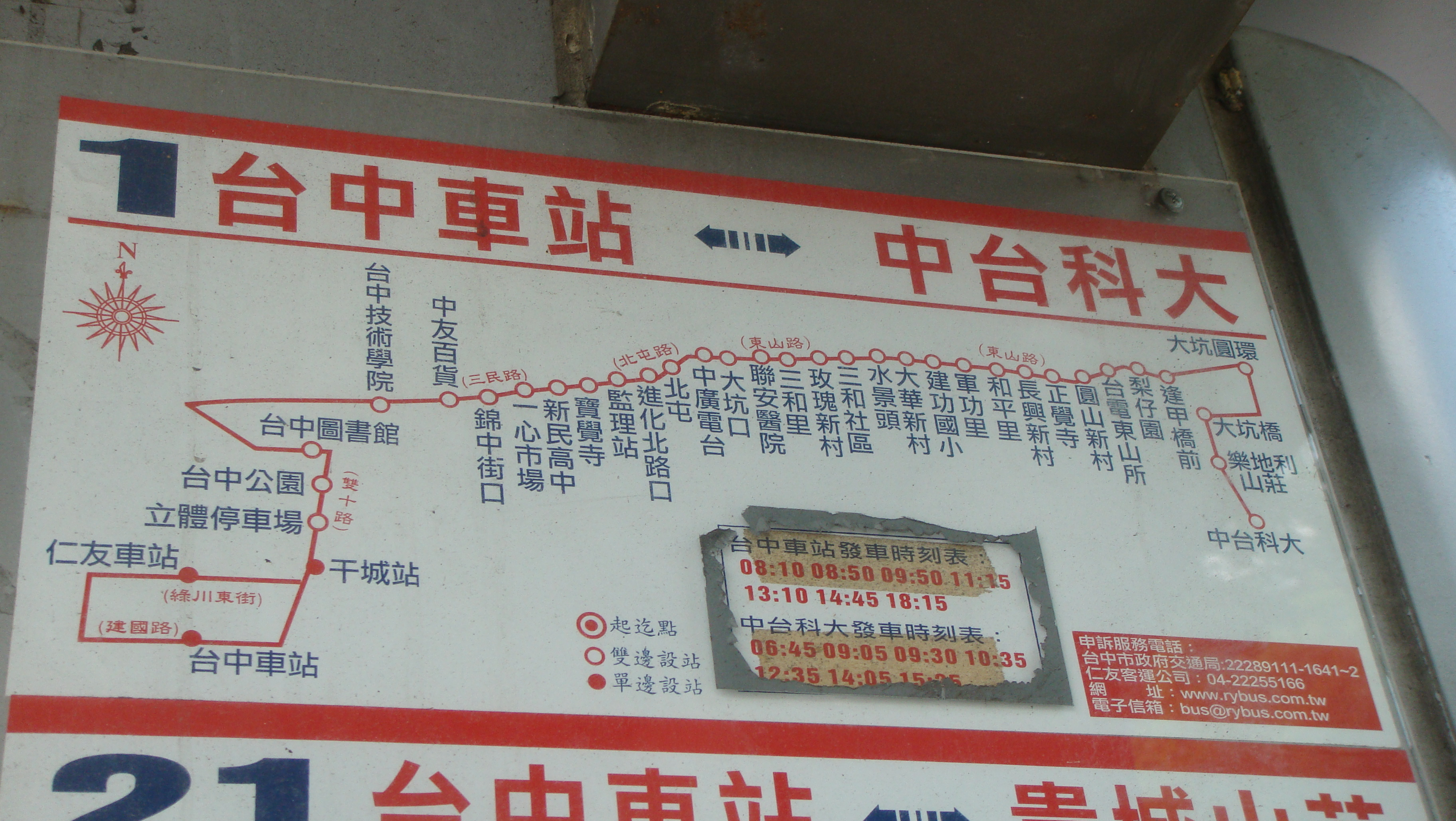
仁友客運時期之站牌路線圖
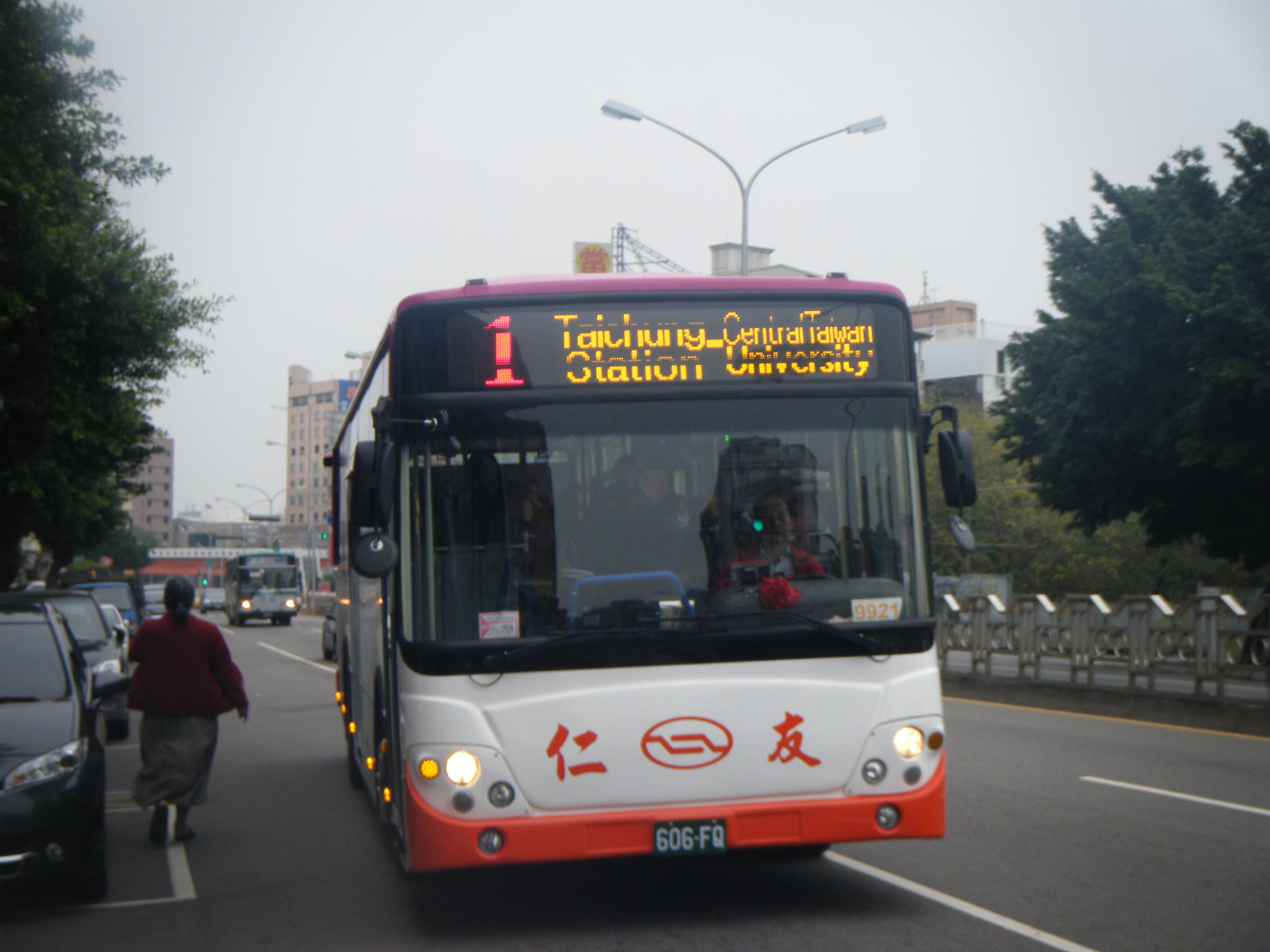
仁友客運時期所使用的大宇高巴
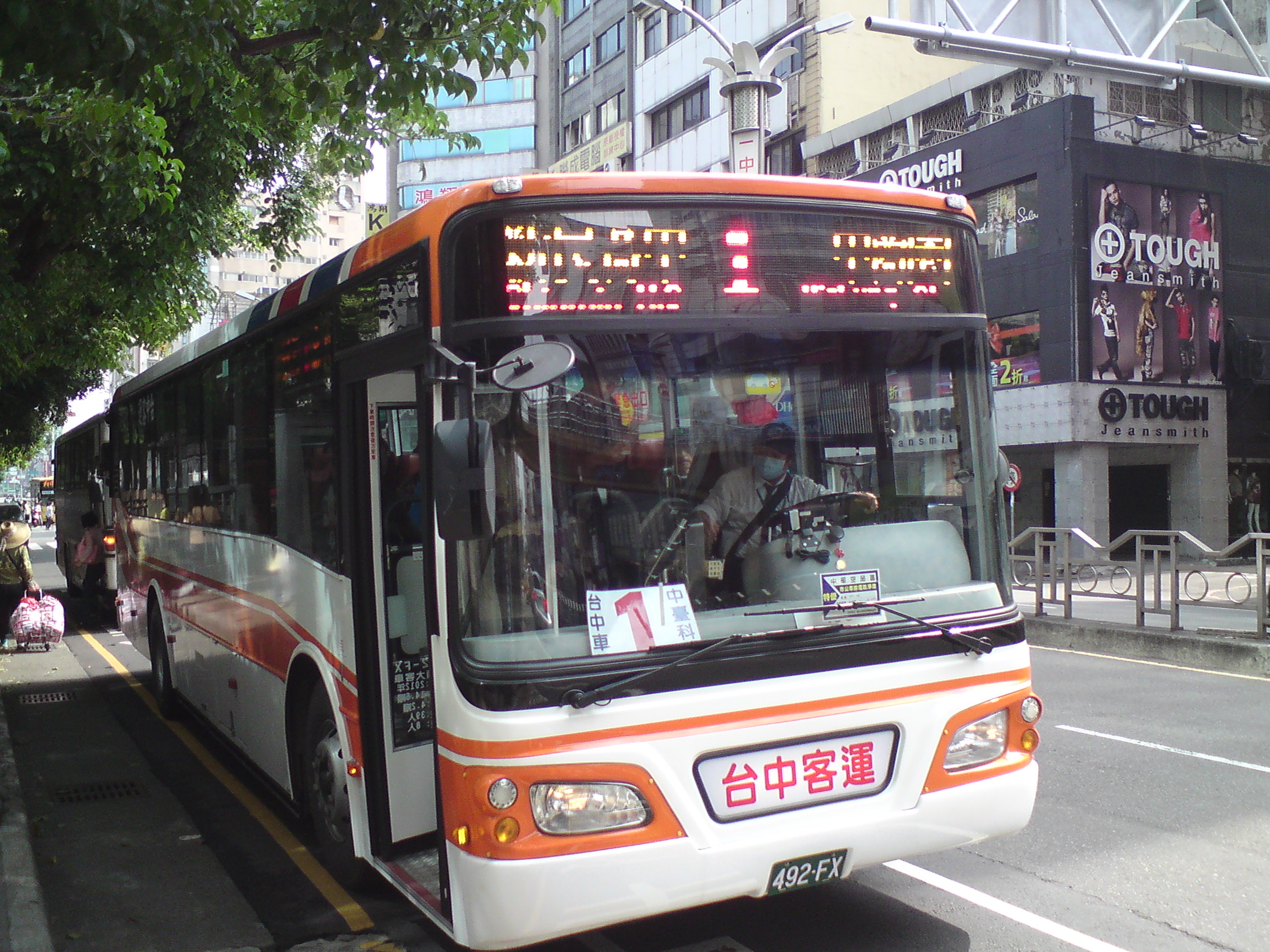
台中客運代駛期間所使用的HINO高巴
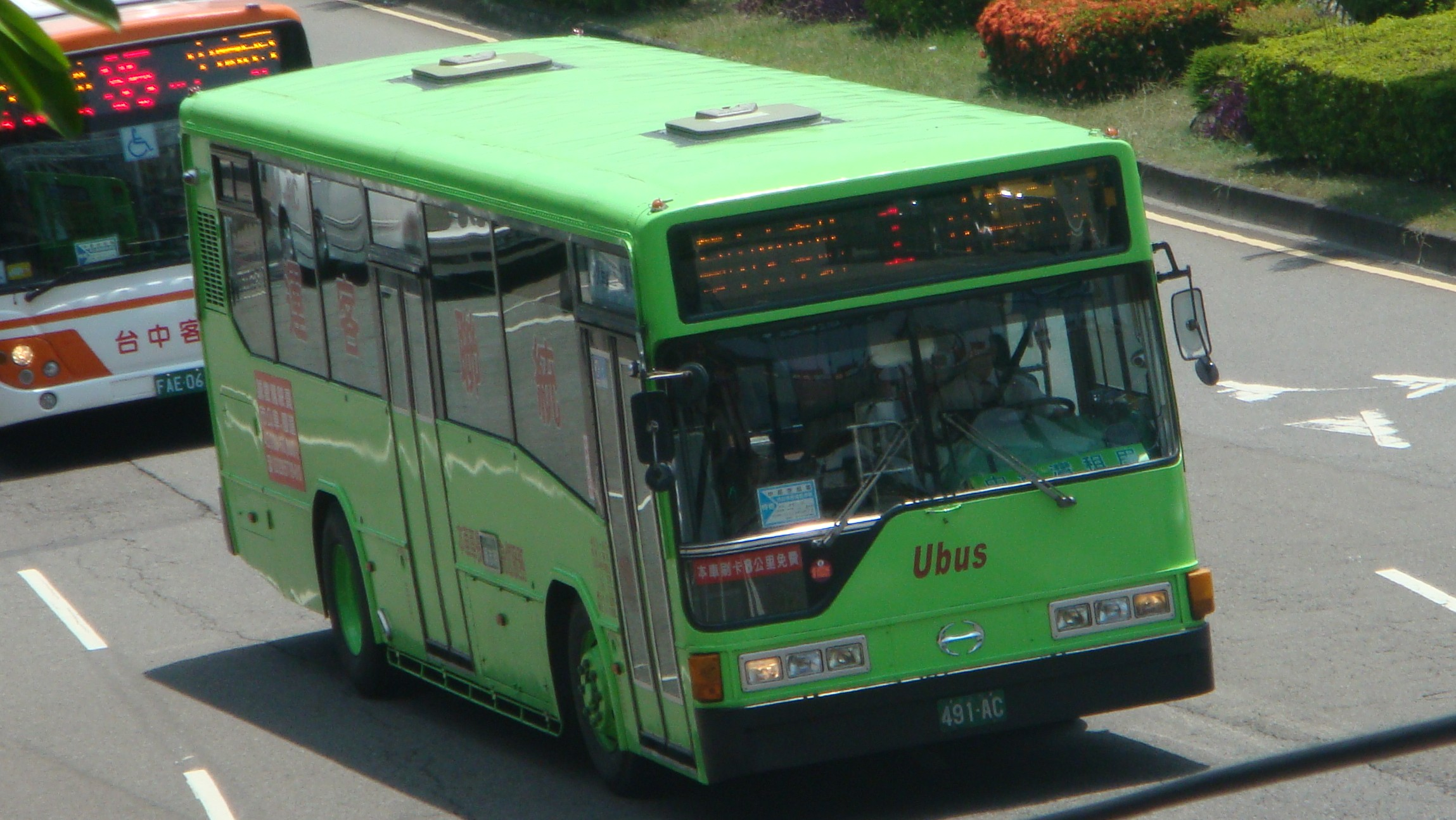
中台灣客運所使用的HINO高巴